# Johan Danen
Johan Danen (Bilzen, 17 juni 1971) is een Belgisch docent aan de Hogeschool PXL en UHasselt en politicus voor Groen.

## Biografie
Danen behaalde in 1993 een licentie Handels- en Financiële Wetenschappen aan de UHasselt en in 1994 aan de KU Leuven een aanvullende studie in de Internationale Betrekkingen. In 1994 volgde hij een lerarenopleiding aan de Handelshogeschool Antwerpen (nu Hogeschool Thomas More). Daarnaast behaalde hij in 2005 een Master in Sociale Wetenschappen aan de Vrije Universiteit Brussel.
Van 1994 tot 1996 was hij wetenschappelijk medewerker aan de UHasselt en van 1996 tot 1997 was hij projectontwikkelaar sociale economie bij BLM, een organisatie voor maatschappelijk werk. Van 1997 tot 2014 doceerde Danen als lector human resources en internationalisering aan de Hogeschool PXL en sinds 2007 is hij praktijkassistent aan de vakgroep voor sociale wetenschappen van de Universiteit Hasselt.
Voor Groen was Johan Danen van 2007 tot 2012 gemeenteraadslid van Bilzen, een functie die hij van 2019 tot 2024 opnieuw uitoefende. Van 2013 tot 2015 was hij OCMW-raadslid van de gemeente. Sinds januari 2025 is Danen gemeenteraadslid van de fusiestad Bilzen-Hoeselt, die ontstond uit de fusie van Bilzen met Hoeselt.
Danen werd tevens voorzitter van Groen Limburg en kwam in 2007 voor het eerst op als lijsttrekker voor de Kamer van volksvertegenwoordigers, al werd hij toen niet verkozen. In 2014 haalde Groen voor het eerst sinds 1999 opnieuw de kiesdrempel in Limburg en werd Danen als lijsttrekker verkozen in het Vlaams Parlement. Als Vlaams volksvertegenwoordiger ging hij zetelen in de commissie Leefmilieu, Energie en Natuur en in de commissie Onderwijs. Bij de verkiezingen van mei 2019 werd hij herkozen. Bij de Vlaamse verkiezingen van juni 2024 wilde Danen opnieuw de Limburgse Groen-lijst trekken, maar dat werd afgewezen door de provinciale afdeling. Wel werd hij laatste opvolger op de  Europese lijst van Groen.
Hij was in zijn jeugd actief in Chiro Bilzen, samen met N-VA-politicus Wouter Raskin en journalist Walter Pauli.

## Interview
- Studio Commissie - Johan Danen over de klimaatambities van Vlaanderen (19 december 2018)